# Schwenckia juncoides
Schwenckia juncoides är en potatisväxtart som beskrevs av Chod. Schwenckia juncoides ingår i släktet Schwenckia och familjen potatisväxter. Inga underarter finns listade i Catalogue of Life.